# 萬崖州
萬崖州是宋代所置的一個羈縻州，明代屬交阯承宣布政使司諒山府，後陷於安南，其轄地在今越南北山縣。

## 宋代的萬崖州
宋代屬廣南西路邕州

## 明代的萬崖州
- 永樂五年（1407年）六月癸未朔置，隸諒山府[3]。
- 永樂十四年五月十五日，設萬崖州陰陽學[4]。
- 永樂十七年三月十九日，設萬崖州儒學、僧正司[5]。

### 萬崖州知州
- 張仕良，浙江武義縣人[6]
- 易仲覃，江西萬安縣人[7]